# Мохамед Али (боксьор)
Вижте пояснителната страница за други личности с името Мохамед Али.
Мохамед Али (на английски: Muhammad Ali, рождено име Касиус Клей, на английски: Cassius Marcellus Clay Jr.) е американски аматьорски и професионален боксьор. Той е олимпийски шампион от Олимпийските игри в Рим, 1960 г. в „полутежка“ категория, трикратен световен шампион по бокс за професионалисти в категория „тежка“ (1964, 1974, 1978). Основоположник на съвременния бокс.
На Олимпийските игри в Атланта 1996 г. на Али е оказана огромната чест да запали олимпийския огън. На Летните Олимпийски игри в Рим през 1960 г. Али печели с лекота златен олимпийски медал в лека категория. Това е същият златен медал, който младият Али хвърля в река Охайо (за това се говори в биографичната му книга) като протест срещу сегрегацията, след като му е отказано обслужване в ресторант, защото е чернокож. Спорно е дали това е истина, но на откриването на Олимпийските игри в Атланта Али получава друг златен медал, който да замени този от 1960 г.
През 1999 г. „Sports Illustrated“ и BBC обявяват Али за „спортист на века“. От 2002 г. има звезда на Холивудската алея на славата. Умира на 3 юни 2016 след 32-годишна борба с болестта на Паркинсон.

## Биография

### Произход, име и религиозна принадлежност
Роден е в град Луисвил, Кентъки. Бащата, Клей-старши, боядисва билбордове и знаци, а майката Одеса Клей е домакиня. Рожденото му име е Касиус Марселус Клей-младши, такова, каквото е на неговия баща Касиус Клей-старши, който е кръстен на името на видния аболиционист и политик от XIX век Касиус Марселус Клей.
През 1964 г. се присъединява към движението Ислямска нация, променяйки името си на Мохамед Али, по-късно преминава към направлението сунити, а през 1975 г. – към мистичното ислямско движение суфизъм.

### Младежки години
В младежките години Клей се сбива само 2 пъти. Първия, когато заедно с приятели седят в местно кафе и с тях се заяждат двама по-големи младежи. Клей настоява да си тръгнат, казвайки „Аз съм боксьор и не искам да ви наранявам“. Въпреки предупреждението младежите настояват и групичката излиза извън заведението. Там Клей праща единия младеж в тежък нокаут с един удар, а виждайки какво се случва, другият младеж предвидливо изчезва.
Втората му схватка извън ринга става преди участието му в Олимпийските игри в Рим 1960 г. Правейки своя ежедневен крос, Клей преминава край местно заведение, пред което всяка сутрин се събирали местни мъже. Един от тях силно се дразнел от факта, че тичайки, Клей непрекъснато си повтарял „Аз ще стана световен шампион...“. На следващата сутрин се скрил зад ъгъла и, когато Клей приближил, от изневиделица му нанесъл удар право в лицето. Олюлявайки се от удара, Клей все пак остава на крака, а след секунди нанася серия удари в главата на нападателя. Падайки на земята, мъжът крещял „Добре, добре, ще станеш световен шампион, ще станеш...“. Когато на следващата сутрин Клей приближава кафенето, мъжът го поздравил: „Привет, шампионе“ .

### Аматьорска кариера
Към бокса Али е насочен от Джо Д. Мартин, полицай от Луисвил, когото 12-годишният тогава Али среща и му се оплаква, че му е откраднат велосипедът. Въпреки че в началото тренира с Мартин, без негово знание Али започва подготовка в друг салон, където тренира под ръководството на Фред Стонер. Али работи с него през цялата си аматьорска кариера.
| Видео кадри Олимпийски игри Рим (1960) финал категория до 81 кг. срещу Збигнев Питржековски (Полша). |
| --- |

Али претърпява последната си загуба на аматьорския ринг от американеца Кент Грийн в мач, игран в Чикаго, като Грийн е последният боксьор, победил Али, преди през 1971 г., вече като професионалист, губи от легендата Джо Фрейзър. Под ръководството на Стонер Али спечелва шест пъти наградата „Златните Ръкавици на Кентъки“, шампион на САЩ, две „Национални Златни Ръкавици“, титлата на Националната Аматьорска Лига, и златния медал на Летни олимпийски игри в Рим 1960.. Али записва на аматьорския ринг 100 победи и пет загуби, когато решава да приключи кариерата си на аматьор.

### Професионална кариера
След олимпийския триумф Али се връща в Луисвил, където започва професионалната си кариера. Там на 29 октомври 1960 г. той печели първия си професионален бой – над Туни Хънсейкър, който впрочем е началник на полицията във Файетевил, Западна Вирджиния.
| Видео кадри от мач за световната титла в тежка категория между шампиона Сони Листън и М. Али 25 февруари 1964 г. |
| --- |

Висок над 6 фута, (191 cm), Али е крайно нестандартен боксьор за тежка категория. За разлика от нормалния боксов стил, който изисква ръцете да са пред лицето на боксьора, за да го защитават от преки попадения, Али разчита на „танц“ с крака и невероятна скорост и пъргавина за неговите габарити, за да се избегне юмруците на противника, а ръцете му са отпуснати долу, готови да нанесат светкавични удари по главата на противника.
Преди мачовете си с непобедения дотогава Световен шампион в тежка категория Джордж Форман, Али произнася една фраза, която напълно съвпада с неговия стил – „Лети като пеперуда, жили като пчела“ (на английски език – „Fly like a butterfly, sting like a bee“). Това не е просто израз, това е тактика при водене на боя, бързина при придвижване и при удари в главата на противника. Не на последно място смелост.

## Пацифист
За смелостта си да откаже участие в армията на САЩ и „мръсната война“, боксьорът е лишен от всичко. Световната боксова корона, парите, които вървят с нея, приятелството на всички видни личности в САЩ и дори за кратко свободата си.

## Галерия
- Касиус Клей слуша лидера на „Черните мюсюлмани“ Илайджа Мохамед (1964)
- Али поздравява президента на САЩ Джими Картър на вечеря в Белия дом (1977)
- Президентът Джералд Форд и Касиус Клей в Овалния кабинет, 10 декември 1974
- Президентът Роналд Рейгън „боксира“ Касиус Клей в Овалния кабинет, 24 януари 1983
- С президента Бил Клинтън на Италиано-американската вечеря в хотел „Хилтън“  във Вашингтон, 28 октомври 2000 г.
- С индийската актриса Шабана Азми, режисьора и актьор Майкъл Дъглас и бразилския министър на културата Жилберто Гил на Международния икономически форум в Давос (2006)